# Maisie Williams
Margaret Constance Williams (Bristol, 15 april 1997) is een Britse actrice en danseres.

## Biografie
Williams groeide op in Somerset als de jongste in een gezin van vier kinderen. Ze studeerde podiumkunsten aan het Bath Dance College. Ze verliet haar middelbare school zonder diploma om voorrang te geven aan haar carrière.

## Acteercarrière
Williams is misschien wel het bekendst als Arya Stark uit de fantasy-televisieserie Game of Thrones. Voor haar rol als Arya Stark ontving ze verschillende prijzen, waaronder de Portal Award in 2012 voor beste jonge figurant in een tv-serie, de BBC Radio 1 Teen Award voor beste Britse actrice in 2013 en de Saturn Award in 2015 voor beste jonge actrice in een tv-serie. Ze werd bovendien genomineerd voor andere prijzen voor deze rol.

## Filmografie

### Film
- 2013 - Heatstroke, als Jo O'Malley
- 2014 - Gold, als Abbie
- 2015 - The Falling, als Lydia Lamont
- 2016 - The Book of Love, als Millie Pearlman
- 2017 - iBoy, als Lucy Walker
- 2017 - Mary Shelley, als Isabel Baxter
- 2018 - Then Came You, als Skye Aitken
- 2020 - The New Mutants, als Rahne Sinclair
- 2020 - The Owners, als Mary and Jane

### Televisie
- 2011-2019 - Game of Thrones, als Arya Stark
- 2012 - The Secret of Crickley Hall, als Loren Caleigh
- 2015 - Cyberbully, als Casey Jacobs
- 2015 - Doctor Who, als Ashildr
- 2022 - Pistol, als Jordan

- Bibsys: 13020144
- Biblioteca Nacional de España: XX5571547
- Bibliothèque nationale de France: cb17956032s (data)
- Gemeinsame Normdatei: 1022522299
- International Standard Name Identifier: 0000 0004 0363 5976
- Library of Congress Control Number: no2013019779
- Nationale Bibliotheek van Israël: 987007318447105171
- Nederlandse Thesaurus van Auteursnamen: 412921677
- Système universitaire de documentation: 232873933
- Virtual International Authority File: 263795043
- WorldCat: E39PBJxd6x4PPjGJKtmHFGhj4q